# Куръя
Куръя — село в Троицко-Печорском районе республики Коми, административный центр сельского поселения Куръя.

## География
Находится на юге района на левом берегу реки Печора на расстоянии примерно 129 километров по прямой от поселка Троицко-Печорск на юг-юго-восток.

## Климат
Климат умеренно-континентальный, лето короткое и умеренно-прохладное, зима многоснежная, продолжительная и холодная. Среднегодовая температура −1.2 градусов С, при этом средняя температура января равна −18 градусов С, июля 16 градусов С. Продолжительность отопительного периода равна 254 суткам при среднесуточной температуре −7,40 градусов С. Устойчивый снежный покров образуется в среднем в 26 октября и продолжается до 14 мая. Средняя высота снежного покрова за зиму незащищенных участков — 74 см, максимальная — 116 см, минимальная — 38 см.
Часовой пояс
Село Куръя находится в часовой зоне МСК (московское время). Смещение применяемого времени относительно UTC составляет +3:00.

## История
Основана переселенцами из Прикамья во второй половине XIX века. В сер. 1880-х годов в выселке Курья имелось 8 дворов, в 1909 г. −14 дворов и 133 человека, 2 торговые лавки. В начале XX в. в Курье строились речные суда, имелись мастерские для их ремонта. В 1950 году передано в Коми АССР из Пермской области.

## Население
Постоянное население составляло 120 человек в 2002 году (русские 92 %), 73 человека в 2010 году.